# Albrecht (książę Saksonii-Coburg)
Albrecht (ur. 24 maja 1648 w Gocie, zm. 6 sierpnia 1699 w Coburgu) – książę Saksonii w księstwie Saksonii-Gotha-Altenburg od 1674 do 1680 (wraz z braćmi), po podziale od 1680 samodzielny książę Saksonii-Coburg, marszałek polny porucznik w służbie austriackiej.

## Życiorys

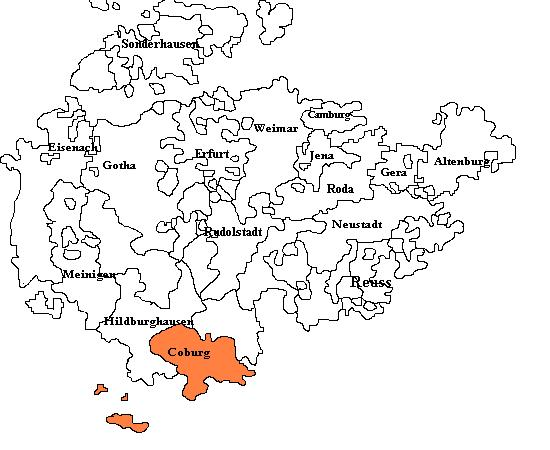
Obszar księstwa Saksonii-Coburg na tle granic saskich księstw na terenie Turyngii

Albrecht był jednym z licznych synów księcia Saksonii-Gotha-Altenburg Ernesta I Pobożnego z rodu Wettinów i Elżbiety Zofii, córką księcia Saksonii-Altenburg Jana Filipa. 
Studiował w Tybindze i Genewie, następnie odbył kilka podróży po Europie. W 1676 jako swoją rezydencję wybrał Saalfeld, ale w wyniku podziału księstwa między siebie i sześciu braci otrzymał w 1680 jego część z Coburgiem. 
Uczestniczył w wojnie przeciwko Francji po stronie cesarza Leopolda Habsburga – w 1689 brał udział w zdobyciu Moguncji i Bonn. 9 grudnia 1688 został mianowany na stopień marszałka polnego porucznika.
Od 1689 do śmierci był szefem Galicyjskiego Pułku Piechoty Nr 57.
W 1691, po śmierci starszego brata Fryderyka został seniorem książąt saskich z ernestyńskiej linii Wettynów. Z powodu dużych wydatków na wojsko i budownictwo, wpadł w długi. 
Zmarł nie pozostawiając potomków. O dziedzictwo po nim rozgorzał spór pomiędzy licznymi krewnymi. 

## Rodzina
Pierwszą żoną Albrechta była od 1676 Maria Elżbieta (1638–1687), córka księcia Brunszwiku-Wolfenbüttel Augusta. Para miała tylko jedno dziecko, syna Ernesta Augusta (1677–1678). Po śmierci Marii Elżbiety, w 1688 Albrecht poślubił Zuzannę Elżbietę Kempinski (Kempinzky) (1643/1648–1717), która otrzymała od cesarza tytuł hrabiowski. To małżeństwo było bezdzietne.